# Harhaj
Harhaj é um município da Eslováquia, situado no distrito de Bardejov, na região de Prešov. Tem 4,43 km² de área e sua população em 2018 foi estimada em 268 habitantes.

## Demografia
| Ano:        | 1994 | 2004   | 2014 | 2024   |
| ----------- | ---- | ------ | ---- | ------ |
| Broj ljudi: | 229  | 250    | 270  | 257    |
| Razlika:    |      | +9,17% | +8%  | -4,81% |

| Ano:               | 2023 | 2024   |
| ------------------ | ---- | ------ |
| Número de pessoas: | 260  | 257    |
| Diferença:         |      | -1,15% |